# Thrakische Sprache
Die ausgestorbene thrakische Sprache (gelegentlich auch Dako-Thrakisch genannt) ist ein eigenständiger Zweig der indogermanischen Sprachen und wurde in der Antike vom Volk der Thraker gesprochen, das weite Teile der Balkanhalbinsel (Thrakien), mehrere Ägäisinseln und einige Gebiete des nordwestlichen Kleinasiens, also der heutigen Türkei, bewohnte (Mysien, Bithynien, Paphlagonien).

## Verwandtschaft und Sprachdenkmäler
Die Vermutung einer näheren Verwandtschaft des Thrakischen mit dem Phrygischen ist nicht bestätigt worden. Ebenfalls ist eine Verwandtschaft mit dem Griechischen nicht abschließend geklärt. Dialekte des Thrakischen waren Dakisch, Getisch und Moesisch. Ivan Vasilev Duridanov, der versucht, den Platz des Thrakischen innerhalb der indoeuropäischen Sprachfamilie zu bestimmen, sieht eine besondere Nähe zu den baltischen Sprachen. Dem folgt Jan Henrik Holst, wenn er das Thrakische als dem Baltischen zugehörig klassifiziert und als Benennung dieses Sprachzweiges „Südbaltisch“ vorschlägt.
Thrakisch wurde kaum als Schriftsprache verwendet, und es existiert keine eigene Schrift. Es gibt nur wenige Inschriften in griechischer Schrift; die meisten davon sind sehr kurz und auch nicht immer eindeutig als Thrakisch zu identifizieren. Die längste ist auf einem goldenen Ring eingraviert. Das meiste Sprachmaterial ist aus zahlreichen Orts- und Gewässernamen bekannt. So ist zum Beispiel das Wort Pergamon thrakischen Ursprungs (siehe auch Perperikon). Außerdem finden sich Einzelwörter und Götternamen in Werken römischer und griechischer Autoren.
Um die Zeitenwende übernahmen die Thraker allmählich die griechische oder lateinische Sprache, entsprechend der Jireček-Linie. Spätestens seit dem 6. Jahrhundert n. Chr. waren sie vollständig assimiliert.

## Dakisch
Dakisch ist der westliche Dialekt des Thrakischen. Gelegentlich wird es auch als eigene Sprache angesehen. Man kennt lediglich eine Inschrift, die auf einer Tonvase gefunden wurde. Außerdem hat der griechische Arzt Dioskurides im 1. Jahrhundert n. Chr. in einem Traktat 57 dakische Namen von Heilkräutern überliefert. Aus dem 3. Jahrhundert stammt eine weitere Liste mit Pflanzennamen, z. B. amalusta (Kamille), mantua (Brombeere) und dyn (Brennnessel); vgl. hierzu „dyn“ mit „dil-gėlė“ (lit.) ‚Brennnessel‘. Dazu kennt man noch etwa 200 Ortsnamen aus der römischen Provinz Dacia.
Die Rumänen sehen sich als direkte Nachfahren der Daker. Daher vermuten die Anhänger der dako-romanischen Kontinuitätstheorie, dass im modernen Rumänisch mindestens 160 lexikale Vererbungen aus dem dakischen Thrakisch bestehen, der Sprache der von den Römern unterworfenen Daker. Die entsprechenden Wörter, z. B. balaur (Drache) oder brânză (Käse), werden als das dakische Substrat des rumänischen Wortschatzes angesehen. Zirka 90 dieser Begriffe findet man auch in der albanischen Sprache.

## Getisch
Getisch wurde im östlichen Teil Thrakiens von den Geten gesprochen, also an der Schwarzmeerküste. Manche Forscher nehmen jedoch eine ursprüngliche dakisch-getische Spracheinheit an.
Der römische Dichter Ovid, der ab 8 n. Chr. in der Verbannung in Tomis am Schwarzen Meer lebte, schrieb, er habe getische Gedichte geschrieben, die aber nicht erhalten sind.

## Moesisch
Moesisch wurde südlich der Donau in Mösien gesprochen, möglicherweise aber auch in Kleinasien in der Region Mysien. Es ist nur durch wenige Orts- und Gewässernamen bekannt. Unterschiede zum Dakischen und Getischen sind deshalb kaum nachweisbar; man vermutet daher ebenfalls Spracheinheit.

## Thrakische Wörter
Viele thrakische Wörter haben Entsprechungen vor allem in modernen baltischen (hier Litauisch, abgekürzt lit.) und slawischen Sprachen. Thematisch verbundene Wörter etwas anderer Bedeutung sind mit vgl. = vergleiche gekennzeichnet. Folgende Liste wurde Duridanovs Sprache der Thraker entnommen:
- achel = Wasser- (lateinisch aqua)
- aiz = Ziege (griechisch αἶξ, aix)
- ala = Strömung, Bach (vgl. lit. ala, alma „fließt“)
- alta(s) = Strömung, Bach (vergleiche z. B. Flussnamen wie Alster oder Schwarze Elster)
- an(a) = bei, auf
- ang = gewunden, kurvenreich (vgl. lit. ankštas, ankšta „eng“, lat. ango „beenge“, nhd. eng)
- ant(i) = dagegen (gr. αντί, antí)
- apa, aphus = Wasser, Fluss, Quelle (vgl. lit. upė „Fluss“, rum. apa „Wasser“)
- arma = Moor, Sumpf (vgl. lit. armuo „Wasserloch im Sumpf“)
- arda(s) = Fluss, Strömung (Arda (Арда), Name eines Flusses in Bulgarien)
- arzas = weiß (gr. ἀργός, argós „weiß“, heth. kar-ki-is „weiß“, toch. A ārki-, B rkwi- „weiß“)
- as = ich (bulg. as (аз), mda. jas (яс, яз), lit. aš)
- asa = Stein- (vgl. schwed. ås „Höhenrücken“)
- asdule = Reiter, reiten (vgl. bulg. ezdač (ездач), jasdja (яздя), ezda (езда))
- at(u)- = Strömung, Bach
- aq = steiler Küstenabhang
- bebrus = Biber (lit. bebras, slaw. bobr, nhd. Biber)
- bela = weiß (aks. bělъ, serb.  belo, slowenisch bel, russ. belyj (белый))
- bend = binden, verbinden (nhd.binden)
- beras = braun, dunkel (< idg. *bherH- „braun“, lit. bėras, aber auch dt. Bär „der Braune“ als altes Tabuwort)
- berga(s) = Anhöhe, Ufer (urslaw. *bergъ, aks. brěgъ, russ. bereg (берег) „Ufer“, ebenso serb. breg, norw. berg „kleiner Berg“, nhd. Berg)
- berza(s) = Birke (lit. beržas, slaw. breza)
- bistras = schnell (russ. bystryj (быстрый), serb. bȉstar (би̏стар) „klar, sauber, klug“)
- bolinqos = wilder Stier (vgl. serb. vol (вол) „Ochse“)
- bredas = Weidefläche (lit. brėdas, brydė, aks. bred (бред), brad (бръд), niederdeutsch breede „Feld“)
- brentas = Hirsch
- bria = Stadt (vgl. Mesembria, antiker Name einer Stadt, heute bulg. Nessebar)
- brink- = anschwellen
- briza = Roggen
- bruzas = schnell (slaw. *bъrzъ „schnell“, serb. brz (бр̑з), bulg. bǎrz (бърз))
- brynchos = Gitarre (vgl. bulg. bramtscha „summen“)
- bryton = Gerstensaft, Bier (vgl. dt. brauen, frz. brasser)
- burd = Weg (vgl. slaw. brod „Furt“, nhd. Furt)
- bur(is) = Mann (alb. burrë; Buris, Boris – Name)
- calsus = trockener Ort (vgl. gr. χάλιξ, chálix und lat. calx „Kalk“)
- chalas = Schlamm (vgl. bulg. kal (кал))
- dama = bewohnbare Gegend (vgl. slaw. dom (дом) „Haus“, lat. domus „Haus“)
- daphas = Überschwemmung
- darsas = mutig, tapfer (lit. drąsus, serb.  drsak, Bulg. darsak (дързък); vgl. engl. to dare „wagen“)
- datan = Ort, Wohnort
- dentu = Genesis, Stamm (lit. gentis, lat. gens)
- desa, disa, diza(s) = Gott, Gottheit (gr. θεὀς, theós)
- dinga = fruchtbarer Ort (vgl. dt. düngen)
- diza = Festung, Fort
- don = Gegend, Stelle (russ. dno „Boden“)
- drenis = Hirsch (alban. drenush)
- dumas = dunkel (vgl. serb. tama (тaма), dim, vgl. lit. dūmas, slawisch dym „Rauch“, gr. θυμόϛ, thymós „Seele“, lat. fumus „Rauch“)
- dun- = Hügel, Gebirge, Festung (auch slav. Duno (Дуно), männlicher Name )
- ermas = wild, furios
- esvas = Pferd (lit. ašva, Farsi asp)
- gaidrus = hell, heiter (lit. gaidrùs, giedras)
- gava(s) = Land, Gegend (vgl. germanisch "Gau")
- genton = Fleisch
- germas = warm, heiß (griech. thermós "warm", daraus entlehnt lat. thermae "warme Bäder")
- gesa = Storch (lett. dzēse "Reiher")
- gin = vertrocknen, verderben, sich auflösen, untergehen (vgl. bulg. gina ( гина ) – „untergehen“)
- haimos = Gebirgskamm, -kette (vgl. lat. hemus für Balkangebirge)
- ida(ide) = Baum, Wald
- ilu- = Erdschlamm (slawisch il – Schlamm, griech. ilys – Schlamm, Schmutz)
- iuras- = Wasser, Fluss (lit. jūra – Meer, viel Wasser)
- kaba(s) = Moor, Sumpf
- kalamintar = Platane
- kalas = Region (lit. galas "Ende")
- kalsas = trocken, vertrocknet
- kapas = Hügel, Abhang (lit. kapas „Grab“, alb. kepa „Hügel“, norw. kapp „Kapp“, слав. kapischte (капище), Gotteshaus der altslawischen Götter auf einem Hügel)
- kela = Wasserquelle (ahd. quella, schwed. källa)
- kenqos = Kind, Nachkommen
- kerasos = Kirsche (lat. cerasum, gilt als Herkunftsbezeichnung)
- kersas = schwarz (bulg. tscher (чер), serb.  crno, tschech. černý, vgl. lit. keršas „schwarz-weiß gefleckt“ bei Pferden)
- ketri = vier (lit. keturi, lett. četri, lat. quatuor, serb. četiri (четири), poln. cztery)
- kik- = lebendig, flink (ae. cwicu, eng. quick)
- kir(i) = Wald, Gebirge (avest. gairi- „Berg“, lit. girià, gìre „Wald, Holz“, slawisch gora „Berg“, bulg. korij)
- knisa(s) = ausgehobene Erdstelle
- kupsela = Haufen, Hügel (lit. kupselis, bulg. kup, kuptschina (куп, купчина), serb.  skup)
- kurta = Wald, Eichenwald (apr. korto „Rille“, bulg. kurija)
- laza(-as) = Lichtung, Alp, Wiese (serb. loza „Weinberg, Weingarten, Rebstock“)
- lingas = Weidebene (lit. lénge „Tiefland“, aks. lǫgъ, poln. łąka [woŋka] „Wiese“)
- mar- = Wasser, Moorgebiet (lit. marios Moor, poln. morze „Meer“, lat. mare „Meer“, nhd. Meer)
- mer- = groß, berühmt (-mār in ahd. Volkmār, Hlodomār, isl. mār, rum. mare „groß“, cym. mawr „groß“)
- mezena = Pferdereiter
- midne = Dorf, Wohnort
- mukas = Morast (rum. muc „Popel“, vgl. lat. mucus „Schleim“)
- muka-s = Genus, Familie, Nachkommen
- musas = Moos, Schimmel (vgl. nhd. Moos)
- Navlohos = Stadt Osra in Bulgarien
- ōstas = Flussmündung (lat. ostium, tschech. ústí, russ. ust’ (усть), serb.  usce, lit. uostas, norw. os)
- paivis, pavis = Kind, Sprössling, Sohn (gr. παῖς, pais, var. παῦς paus)
- paisa(s) = Ruß
- palma = Morast, Sumpf (lit. Dialekt palvė, lat. palus)
- para = Dorf
- pautas = Schaum (lit. puta „Schaum“)
- per(u)- = Felsen (het. peruna- „Felsen“, aind. párvata- „Berg“)
- pes = Kind, Sohn (altgr. παῖς, pais)
- phara = Dorf
- piza(s) = Sumpf, Weide
- por, -puris = Sohn
- pras = waschen, besprengen (serb.  prasti, lit. prausti „waschen“)
- purda = sumpfiger Ort
- putras = Schwätzer, Schreihals
- raimas = bunt (lit. raimas)
- raka(s) = ausgehobene Erdstelle, Graben (serb. raka)
- ramus = ruhig, still (auch litauisch)
- raskus = schnell, flink, lebendig (vgl. dt. rasch)
- rera = Steine (alb. lerë)
- rezas (res) = König (lat. rex, vgl. dt. Reich)
- rhomphaia = Speer, Säbel
- ring- = schnell, flink
- rudas = rötlich (auch lit. und poln., nhd. rot)
- rus-a = Erdloch (lit. rūsys)
- sabazias = frei (tschech./slowen./russ. svoboda (свобода) „Freiheit“, serb. sloboda)
- saldas = golden (tschech. zlatý, russ. zolotoj (золотой), altbulg. salta (залта))
- sara = Strömung
- sartas = hellrot (auch litauisch)
- satras = lebendig, flink, schnell
- seina(s) = Dorf (arm. šēn, gen. sini „Dorf“, serb.selo)
- sekas = Gras, Grünzeug, Heu (lit. šėkas)
- sem(e)la = Erde (slawisch semlja, lit. žemelė)
- serma(s) = Strömung, Bach
- siltas = warm, angenehm (lit. šiltas)
- sind(u)- = Fluss
- singas = Niederung, Ebene, Senke (nhd. Senke)
- skaivas = links
- skalme = Messer, Schwert
- skalp- = hauen, stoßen
- skaplis = kleine Axt (lit. (s)kaplis)
- skapt- = Erde ausheben (lit. skaptuoti, vgl. schwed. skapa „schaffen“)
- skaras = schnell, bald (serb. skoro (скоро))
- skilas = schnell, stürmisch
- skreta = Kreis (serb. skretati „abbieben“, rum. cretă „Kreide“)
- skumbr-as = Anhöhe, Hügel
- spinda = Lichtung im Wald (vgl. lit. spinda „Schein“)
- struma = Strömung, Fluss, (ahd. stroum, dt. Strom, lit. sraumuõ; Struma, Name eines bulgarischen Flusses)
- suka = Spalt, Defilee (lit. šùkė, serb. nasukati „auf den Grund gehen“; vgl. nhd. Siek, ursprünglich „Bachtal“)
- suku = Mädchen (bulg. sukalche „kleines Kind“)
- sula = kleiner Wald, Forst (lit. sula Birkensaft)
- sunka = Saft (auch litauisch, rum. suc)
- suras = stark, tapfer; Held (aind. sūrah „Held“)
- suras = salzig, bitter (lit. sūras, sūrùs „salzig“, lett. sūrs „bitter, herb“, rum. sărat „salzig“; vgl. schwed. sur „sauer“, nhd. sauer)
- svit = leuchten, strahlen (lit. švitėti, serb. sveti, poln. świecić, ikavisch-kroatisch svitlo „Licht, hell“, svića „Kerze“)
- taru- = Speer (gr. δόρυ dóry „Baum, Speer“, heth. taru „Baum“, germ. und ahd. der, ter „Baum“, eng. tree „Baum“, serb. drvo)
- tirsas = Gebüsch, Walddickicht (lit. tirštis „Dichte, Dicke“ und serb. trska)
- tiqa = Licht
- torelle = Klagelied
- tranas = faulen, modern (serb. trunuti)
- traus- = brechen (lit. traušti „brechen“, lett. trausls „spröde“; vgl. bulg. troscha (троша))
- tund- = stoßen
- tuntas = Vogelschwarm, Insekten-Ansammlung (auch litauisch)
- udra(s) = Otter (lit. ūdra, bulg. widra (видра), nhd. Otter)
- ukas = Nebel, trübe (lit. ūkas, ūkanas)
- urda = Strom, Bach
- usku- = Wasser, feucht (air. u(i)sce „Wasser“, rum. umed „feucht“)
- ut- = Wasser, Fluss (rum. ud „nass“)
- varpasas = Wasserstrudel (lett. vārpats, rum. vârtej „Strudel“)
- veger- = feucht
- veleka(s) = Waschstelle am Fluss
- zalmos = Leder
- zelas = Wein
- zelmis = Nachkomme (Litauisch želmuõ „Pflanze“)
- zenis = geboren (vgl. gr. γενεά, geneá „Geburt“, vgl. γυνή, gynè „Frau“, ebenso tschech. žena, vgl. lat. gens „Sippe“)
- zēri = Tier, Bestie (lit. žvėris, russ. zwer’ (зверь))
- zetraia = Tonkrug
- zejra = Oberbekleidung
- zoltas = gelb (vgl. russ. zoloto (золото) „Gold“, Romanes điltes [ˈd͡ʒɪl.tɘs])
- zum- = Drachen (bulg. zmej (змей), rum. zmeu)
- zvaka(s) = hell (vgl. lit. žvakė „Kerze“)